# Отальонж
Отальонж (пол. Otaląż) — село в Польщі, у гміні Могельниця Груєцького повіту Мазовецького воєводства.
Населення — 276 осіб (2011).
У 1975-1998 роках село належало до Радомського воєводства.

## Демографія
Демографічна структура станом на 31 березня 2011 року:
|          | Загалом | Допрацездатний вік | Працездатний вік | Постпрацездатний вік |
| -------- | ------- | ------------------ | ---------------- | -------------------- |
| Чоловіки | 142     | 29                 | 100              | 13                   |
| Жінки    | 134     | 24                 | 74               | 36                   |
| Разом    | 276     | 53                 | 174              | 49                   |